# 토머스 레던
토머스 레던(Thomas Reardon, 1969년 ~ )은 미국의 컴퓨터 신경과학자로, CTRL 연구소의 CEO이자 공동 설립자이다. 이전에 그는 마이크로소프트에서 컴퓨터 프로그래머이자 개발자였다. 그는 2000년대 초에 세계에서 가장 많이 사용된 브라우저였던 마이크로소프트의 웹 브라우저 인터넷 익스플로러(IE)를 구축하기 위한 프로젝트를 만든 공로를 인정받고 있다. 그는 2015년 컬럼비아 대학교의 신경과학자들과 함께 CTRL 연구소를 설립했다. CTRL 연구소를 인수한 후 Facebook Reality Labs의 신경 인터페이스 그룹을 이끌고 있다.

## 어린 시절
레이든은 원래 뉴햄프셔 출신으로 아일랜드계 가톨릭 신자이다. 그는 18명의 형제자매 중 한 명이며, 그들 중 8명은 입양되었다. 수학과 컴퓨터 영재로 묘사된 리어든은 고등학교 시절 메사추세츠 공과대학교에서 대학원 수준의 수학과 과학 수업을 들었다. 그는 16살에 노스캐롤라이나로 이주했다.

## 초기 기술 경력
노스캐롤라이나에 있는 동안, 리어든은 19살에 스타트업을 공동 설립했다. 스타트업 인수 후, 그는 빌 게이츠를 만났고 윈도우 95와 윈도우 98 프로젝트의 프로그램 매니저로 10년 동안 마이크로소프트에 입사했다.
한때, 리어든은 마이크로소프트의 인터넷 익스플로러 개발 팀 전체를 구성하기도 했다. 그는 버전 4까지 인터넷 익스플로러의 프로그램 매니저와 설계자로 일했다. 특히 그는 인터넷 익스플로러 3에서 CSS를 최초로 구현했으며 인터넷 익스플로러를 마이크로소프트 윈도우 운영 체제에 끼워넣는 아이디어를 내놓았다. IE3는 넷스케이프 내비게이터와 경쟁한 최초의 탐색기이다.
리드언의 재임 기간 동안 인터넷 익스플로러는 1990년대 후반과 2000년대 초반에 넷스케이프 내비게이터를 제치고 가장 많이 사용된 웹 브라우저가 되었다. Reardon은 월드 와이드 웹 컨소시엄(W3C)의 창립 이사였으며 마이크로소프트의 대표로서 W3C 및 기타 표준 기관들과 협력하여 여전히 월드 와이드 웹을 지배하는 많은 표준과 선례를 확립하였다. Reardon은 HTML4, CSS, XML의 초기 지지자 중 한 명이자 인플루언서들 중 하나였으며, 이러한 언어들의 최초의 상업적 구현을 설계하였다.
1998년 마이크로소프트는 넷스케이프와의 브라우저 전쟁의 결과로 미국 대 마이크로소프트의 독점금지 소송에 휘말렸다. 리어든은 넷스케이프 시련 이후 마이크로소프트에 환멸을 표현했고, 결국 아보가드로라는 무선 네트워킹 스타트업을 시작하기 위해 떠나기로 결정했다.
이후 모바일 소프트웨어 회사인 OpenWave에 입사하여 총괄 매니저를 역임하고 부사장을 거쳐 2004년까지 최고기술책임자(CTO)로 임명되었다. 오픈웨이브에서 그는 최초의 모바일 웹 브라우저를 개발하는 일을 하였다. 2003년, MIT 기술 리뷰는 34세의 Leardon을 35세 이하 혁신가 중 하나로 선정했는데, 이 목록은 매년 발간되는 "우리가 알고 있는 세계에 극적인 영향을 미칠 준비가 된 업적"에 대한 혁신가에게 수여하는 명단이다.